# Краудфандинг
Краудфа́ндинг (народное финансирование, от англ. crowdfunding, crowd — «толпа», funding — «финансирование») — коллективное сотрудничество людей (доноров), которые добровольно объединяют свои деньги или другие ресурсы вместе, как правило, через Интернет, чтобы поддержать усилия других людей или организаций (реципиентов). Сбор средств может служить различным целям — помощи пострадавшим от стихийных бедствий, поддержке со стороны болельщиков, поддержке политических кампаний, финансированию стартап-компаний и малого предпринимательства, созданию свободного программного обеспечения, получению прибыли от совместных инвестиций и многому другому. Также сложились стойкие выражения в этом виде финансирования. Проект, выходящий для коллективного финансирования, принято называть стартапом. Соискателя средств, представителя проекта называют фаундером. А инвесторов — людей, делающих материальный вклад в проект, — бэкерами.
Изначально должна быть заявлена цель, определена необходимая денежная сумма, составлена калькуляция всех расходов. Информация по ходу сбора средств должна быть открыта для всех.
Краудфандинг может также относиться к финансированию компании посредством продажи малых долей предприятия широкому спектру инвесторов. Этот тип краудфандинга недавно получил особое внимание американских должностных лиц. В апреле 2012 года президент США Барак Обама подписал новый закон под названием JOBS Act (Jumpstart Our Business Startups Act), позволяющий стартап-компаниям собирать до $1 млн посредством краудфандинга, без подачи бумаг и регистраций на продажу акций, как практиковалось ранее.

## История
В 1912 году в селе Турнаево было начато строительство первой в Сибири Серафимовской церкви, освящённой во имя преподобного Серафима Саровского. Средства на строительство были собраны крестьянами села Турнаево и соседних деревень (около 12 тысяч рублей). Это называется строительством по подписке, на пожертвования.[значимость факта?]
В 1997 году поклонники британской рок-группы «Marillion» без какого-либо участия самой группы организовали и провели интернет-кампанию по сбору средств для финансирования музыкального тура группы по всей территории США. Им удалось собрать $ 60 000. Позже группа использовала этот метод для записи и продвижения нескольких своих альбомов, в частности «Anoraknophobia», «Marbles» и «Happiness Is the Road».
Основанная в США компания ArtistShare (2000/2001) отмечена как первый краудфандинговый сайт для музыки. Вслед за ним появились такие сайты, как Sellaband (2006), SliceThePie (2007), Hyper Funding (2008), IndieGoGo (2008), Pledge Music (2009), Kickstarter (2009), RocketHub (2009), FundaGeek (2011), и в Великобритании Sponsume (2010), PleaseFund.Us (2011), Authr.com (2012), OnSetStart (2012), Gittip (2012).
Краудфандинг в киноиндустрии был основан предпринимателем Эриком Бауманом с запуском FilmVenture.com в 2002 году. А через два года, в августе 2004-го, французский предприниматель и продюсер Бенджамен Поммеро и Гийом Колбок из компании Guillaume Colboc начали кампанию по сбору пожертвований через Интернет, чтобы доснять свой фильм Demain la Veille («Ожидание вчера»). В течение трёх недель им удалось собрать $ 50 000, что позволило им продолжить съёмки. Это была первая структурированная Интернет-инициатива по краудфандинговому финансированию с использованием посвящённого финансированию сайта, а также с различными предложениями-вознаграждениями для своих жертвователей: бонусы, DVD или даже присутствие на съёмках.
Четыре месяца спустя, в Великобритании, компания Spanner Films начала производство своего документального фильма об изменении климата «Век глупцов». Команде, возглавляемой Фрэнни Армстронг успешно удалось собрать более чем £ 1 000 000 в течение пяти лет (с декабря 2004 года по 2009 год, дата выпуска), для производства и продвижения фильма. Вся съёмочная команда работала за очень низкую заработную плату, но, кроме этого, получала также краудфандинговые «акции». Согласно условиям контракта краудфандинг-инвесторам и членам съёмочной группы один раз в год в течение десяти лет с момента выхода фильма выплачиваются роялти-дивиденды.
Morton Valence была одной из череды первых сравнительно малоизвестных групп, самостоятельно применяющая краудфандинг без использования специальных сайтов и таких, как sellaband. The Cosmonaut является ещё одним примером краудфандинга в киноиндустрии: их кампания «Save The Cosmonaut» только за первую неделю привлекла € 130 000. В течение же всего времени фильм собрал € 300 000 пожертвований.
The Professional Contractors Group, торговая ассоциация для фрилансеров в Великобритании была основана в интернете в 1999, когда Энди Уайт сделал призыв к 2000 подрядчиков пожертвовать £ 50, чтобы собрать £ 100 000, которые необходимы для создания такого типа организации. Через 5 дней 2002 человек перечислили деньги и организация была создана. Сегодня её членами являются более 14 000 британцев.
В настоящее время[когда?] суммы, которые можно использовать через краудфандинг, значительно возросли. В 2012 году проекты создания видеоигр Double Fine Adventure и Wasteland 2 собрали по $ 3 336 371 и $ 3 040 299 через краудфандинговый сайт Kickstarter. Взносы сделали более 87 000 человек.
C 2014 года в России начал проводиться Международный форум крауд-технологий КраудМап. Форум проводится ежегодно и собирает известных практиков краудфандинга и краудинвестинга.[значимость факта?]

## Платформы для краудфандинга
В 2012 году в мире действовало более 450 краудфандинговых платформ. Согласно одной из статей в The Huffington Post, в 2016 году должно было стать доступно более 2000 сайтов для краудфандинга. Принципиальные различия между платформами заключаются в услугах, которые они предоставляют. Например, CrowdCube и Seedrs ― это интернет-платформы, которые позволяют небольшим компаниям выпускать акции через Интернет и получать небольшие инвестиции от зарегистрированных пользователей. В то время как CrowdCube предназначен для пользователей, которые вкладывают небольшие суммы и приобретают акции непосредственно начинающих компаний, Seedrs объединяет средства для инвестиций в новые предприятия в качестве назначенного агента и посредника.

## Примеры краудфандинга в мире
- Краудфандинг с 2000 года широко используется в США для сбора средств через Интернет на политические цели. В 2008 Барак Обама только на этапе предварительных выборов собрал около $272 млн с более двух миллионов человек — по большей части это были мелкие взносы[17].
- В конце 2011 года в Белоруссии была запущена краудфандинговая платформа «MaeSens»[18]. Её целью является финансирование творческих и социальных проектов, в том числе поддержка детских домов, нуждающихся в срочном лечении детей, а также помощь бездомным животным. За два с половиной года существования на эти цели передано более 2,5 миллиарда белорусских рублей (более $250000)[19].
- В 2013 году в сети TOR была создана краудфандинговая платформа для финансирования убийств высокопоставленных чиновников. Относительно значительные суммы (не более $75 000) были собраны только против главы ФРС Бена Бернанки и президента США Барака Обамы (124 и 40 биткойнов соответственно)[20], при этом не было никаких гарантий, что этот сайт не был мошенническим.
- Летом 2014 года на платформе Kickstarter Зак Браун (Zack Brown) смог собрать $55492 на приготовление картофельного салата, что является одним из самых успешных шуточных проектов в истории краудфандинга[21].
- С помощью краудфандинга были собраны деньги в сериале Слуга народа (телесериал 2015) для президентской кампании главного героя.[значимость факта?]

## Примеры краудфандинга в России
- Первой краудфандинговой платформой в России стал проект Kroogi, основанный в 2007 году.
- Примерами такого финансирования в России можно назвать проект «РосПил» и сбор денег Сергеем Кудрявцевым на издание книги рецензий «3500»[22]. Создание анимации Гарри Бардина «Три мелодии» стало возможным благодаря краудфандингу на Planeta.ru.
- По схеме краудфандинга работают некоторые проекты творческих сообществ, такие как Kroogi[23] или созданный в рамках арт-объединения СВОИ2000 «Напарапет»[24][25].
- Весной 2012 года, с помощью портала Planeta.ru, известная группа «Би-2» собрала 1 250 000 рублей на выпуск альбома «Spirit»[26].
- Одним из первых российских медиа модель привлечения народных денег начал использовать интернет-журнал Сиб.фм[27], посвящённый жизни в Сибири. Спустя некоторое время соответствующим сервисом «Акционирование» на Planeta.ru воспользовался портал COLTA.RU[28]. За три недели было собрано более 610 тыс. руб.
- Один из первых российских ресурсов, работающих по схеме краудфандинга, Boomstarter получил престижную интернет-премию «Стартап года 2012» в номинации «Лучший социально значимый стартап»[29].
- Предприниматели из города Шарья (Костромская область) во главе с кузнецом Сергеем Захаровым восстановили аварийный мост, собрав 300 000 рублей (без учёта безвозмездно переданных материалов). Примечательно, что, по расчётам властей, официальные работы обошлись бы бюджету в 13,5 миллионов, то есть в 45 раз дороже[30].
- В 2008 году первый в России краудфандинг проект «Мой футбольный клуб» организован Дмитрием Марковым для покупки футбольного клуба (по версии журнала «Секрет фирмы»[31]). Организован по аналогии с английским проектом MyFootballClub.co.uk
- Крупнейший в России проект по сбору средств, фильм «28 Панфиловцев» собрал по состоянию на начало августа 2014 года 20 миллионов рублей.
- В 2014 году группой компаний «Легенда Крыма» был запущен уникальный проект развития виноделия в Крыму «Bewinemaker», призванный помочь ослабевшей экономике региона и восстановить насаждения уникальных автохтонных сортов винограда. Концепция предусматривает возможность приобретения через онлайн-сервис BeWinemaker высаженной лозы. Проект привлёк внимание российских[32] и зарубежных[33] инвесторов. В 2015 году «Легенда Крыма» должна приступить к строительству винодельческого завода. Общие инвестиции в проект создания виноградников и завода оценивались примерно в €40 млн.
- Банк России ведёт Реестр операторов инвестиционных платформ[34], осуществляющих деятельность по организации привлечения инвестиций (краудинвестинг) и контролирует соблюдение требований законодательства, при этом к сфере краудфандинга данный реестр не относится.

## Подходы
Предприниматель, стремящийся использовать краудфандинг (например, для стартового капитала), обычно использует интернет-сообщества, чтобы привлечь небольшие суммы денег от лиц, которые, как правило, не являются профессиональными финансистами. Диапазон вариаций достаточно широк, например:
- Сбор денег у людей без всякой прямой материальной отдачи тем, кто пожертвовал определённые средства. Этот вид финансирования существует уже довольно долго, включая поддержку художников и благотворительный фандрайзинг. Иногда используется порог пожертвований, при котором все пожертвования аннулируются, если сумма пожертвований не пересекла установленного минимального порога до конечной даты сбора денег.
- Другой вид предусматривает публичное освещение имени жертвователя/грантодателя в благодарность за предоставленные деньги. Лучший пример — это «Страница на миллион долларов» (The Million Dollar Homepage).
- Можно брать деньги взаймы (краудинвестинг).
- Может быть предложен квази-акционерный капитал, но ни одна такая схема не должна подпадать под какие-нибудь финансовые положения, касающиеся первичного размещения акций.
- Простой инвестиционный акционерный капитал. Когда несколько сторон вовлечены, это может потребовать много работы, поэтому есть платформы, чтобы это облегчить.
- Подход, при котором тоже существует порог пожертвований, как и в первом варианте, но здесь существуют вознаграждения в обмен на подарки или пожертвования.